# 防御性编程
防御性编程（Defensive programming）是防御式设计的一种具体体现，它是为了保证，对程序的不可预见的使用，不会造成程序功能上的损坏。它可以被看作是为了减少或消除墨菲定律效力的想法。防御式编程主要用于可能被滥用，恶作剧或无意地造成灾难性影响的程序上。
主要概念:若常式收到錯誤的資料，即便錯誤資料是由其他常式出錯所造成，此常式也不會受到傷害。
防御性编程通常通过以下途径，从而提高软件和源码的质量：
- 提高工程质量——减少bug和问题
- 提高源码可读性—— 源码应该变得可读且可理解，并且能经受代码审计。
- 让软件能通过预期的行为来处理不可预期的用户操作。

值得注意的是，过度的防御性编程可能会预防不可能会发生的错误，这样将导致运行时间与维护的损耗。当源码中拥有过多异常捕捉和异常处理，这有可能导致结果不正确或者被隐藏。

## 安全编程
防御性编程有时也被计算机科学家称为安全编程（Secure programming）。潜在的软件缺陷可能会被黑客利用，而进行代码注入，拒绝服务攻击或其他攻击。
防御性编程与非防御性编程之间的区别在于，程序员不会对特定的函数调用或库的使用情况做假设。下面是一个例子：
```
int
 
risky_programming
(
char
 
*
input
){

  
char
 
str
[
1000
+
1
];
     
// 1000为内容，1为空终止字符串

  
// ...

  
strcpy
(
str
,
 
input
);
   
// 复制输入

  
// ...

}

```

当输入超过1000个字符时，该函数将会崩溃。一些新手程序员可能并不会觉得这是个问题，因为没有用户会输入这么长的字符串。实行防御性编程的程序员不会允许这样的错误，因为这段程序包含一个已知的bug，一个可能会导致缓冲区溢出攻击的漏洞。下面这个例子是一个解决方案：
```
int
 
secure_programming
(
char
 
*
input
){

   
char
 
str
[
1000
+
1
];
  
// 1000为内容，1为空终止字符串

   

  
// ...

  

  
// 限制越界拷贝。

  
strncpy
(
str
,
 
input
,
 
sizeof
(
str
));
 

 

  
// 当最后一个字符不为空终止字符串，我们可以选择只处理未越界的内容，或者直接停止程序

  
str
[
sizeof
(
str
)
 
-
 
1
]
 
=
 
'\0'
;

  
// ...

}

```

## 进攻式编程
进攻式编程（Offensive programming ）是防御式编程（ defensive programming）的子集，其思想为：在重点的代码处不应该一些错误进行处理。在实践中，只有来自于软件外部的错误应该被处理（如：用户的输入）；理论上，软件自身和相关可控的数据是可信的。

### 可信内部数据的校验

#### 过度防御式编程
```
const
 
char
*
 
trafficlight_colorname
(
enum
 
trafficlight_color
 
c
)
 
{

    
switch
 
(
c
)
 
{

        
case
 
TRAFFICLIGHT_RED
:
    
return
 
"red"
;

        
case
 
TRAFFICLIGHT_YELLOW
:
 
return
 
"yellow"
;

        
case
 
TRAFFICLIGHT_GREEN
:
  
return
 
"green"
;

    
}

    
return
 
"black"
;
 
//万一发生其他输入值时，使用信号灯将不亮

}

```

#### 进攻式编程
```
const
 
char
*
 
trafficlight_colorname
(
enum
 
trafficlight_color
 
c
)
 
{

    
switch
 
(
c
)
 
{

        
case
 
TRAFFICLIGHT_RED
:
    
return
 
"red"
;

        
case
 
TRAFFICLIGHT_YELLOW
:
 
return
 
"yellow"
;

        
case
 
TRAFFICLIGHT_GREEN
:
  
return
 
"green"
;

    
}

    
assert
(
0
);
 
// 认为这种情况不可能发生

}

```

### 可信的软件组件

#### 过度防御式编程
```
if
 
(
is_legacy_compatible
(
user_config
))
 
{

    
// 策略：新代码可能不完全兼容“用户配置”

    
new_code
(
user_config
);

}
 
else
 
{

    
// 策略：新代码操作“用户配置”，可能出会错

    
// 一旦出错时，使用旧代码处理

    
if
 
(
new_code
(
user_config
)
 
!=
 
OK
)
 
{

        
old_code
(
user_config
);

    
}

}

```

#### 进攻式编程
```
// 完全信任新代码

new_code
(
user_config
);

```

## 技术层面
下面是常见的防御式编程的技术。

### 理性地重用代码
如果源码是广为利用地且经得起测试的，那么重用代码将有助于减少bug。
然而，重用代码往往不是最好的方案，越是底层的代码（往往指框架），重用代码带来的潜在危害就越是大。重用过于复杂的代码将大大地增加代码的复杂度。

### 遗留代码
在重用旧代码、包、API、配置等事物前，我们必须思考这些事物是否值得被重用，思考这些是否会造成遗留问题。
遗留问题的产生，往往是因为旧的设计无法适应当今的需求，尤其旧的设计往往不是为了当今需求，因此开发和测试可能存在缺陷。